# 小林一茶
小林一茶（日语：／ Kobayashi Issa，1763年6月15日—1828年1月5日），日本著名俳句诗人。本名弥太郎，生于信浓国水内郡柏原村（今长野县上水内郡信浓町柏原）的一个农民家庭里。十五岁即开始学习俳谐。有着自己鲜明的风格。25岁时拜葛饰派俳谐诗人二六庵竹阿为师，二六庵死后，承继师门，号称二六庵菊明。29岁时，改号为俳谐寺一茶。次年起在京都、中国、九州和四国等地流浪。

## 作品
小林一茶的主要作品有《病日记》（1802）、《我春集》（1812）、《七番日记》（1818）、《我之春》（1819）等。他的俳谐富有个性，巧妙地运用方言俗语，对于小鸟也都倾注同情，表现了人道主义思想。

## 關連項目
- 俳人
- 大島稻荷神社